# Walter Queiroz
Walter Pinheiro de Queiroz Júnior, mais conhecido como Walter Queiroz (Salvador, 18 de outubro de 1944) é um cantor e compositor brasileiro.

## Biografia
Compositor, violonista, cantor, advogado e publicitário. Sobrinho do escritor José de Queiroz Júnior e do compositor Nilo Queiroz. Primo do saxofonista Cacau Queiroz e do compositor Fred Falcão.
Aos quatorze anos, formou, com Johildo Barbosa e Mário Morgade, o Abaeté Samba Trio, que atuava em colégios e clubes e chegou a participar de programas de televisão, com destaque para o primeiro programa musical da TV Itapoã, de Salvador, comandado pelo compositor Carlos Coqueijo, que registrou, no início dos anos 1960, a primeira aparição em TV de Caetano Veloso e Maria Bethânia. 
Em 1961, compôs sua primeira música, "Compreensão", classificada em segundo lugar no Festival de Música Carnavalesca, promovido pela prefeitura de Salvador. Atuante no movimento estudantil, foi contemplado, em 1966, com uma bolsa da A.U.I. (Associação Universitária Inter-Americana), com a qual estudou na Universidade de Harvard, nos Estados Unidos, tendo sido diplomado, com distinção, no curso de verão de Ciência Política naquela instituição. No ano seguinte, diplomou-se bacharel em Direito, pela Universidade Federal da Bahia, na qualidade de orador da turma. Trabalhou, como advogado, durante três anos, abandonando a profissão para dedicar-se exclusivamente à carreira musical.
É autor do hino do Esporte Clube Vitória.

## Discografia
- Autor de Jingles Premiados
- Novela Gabriela, Saramandaia, Tenda dos Milagres, Uma Rosa com Amor
- (1986) Cambalacho , Trilha sonora do tema da novela cambalacho , Som Livre .
  - (1982) Seguindo o mantra • Som Livre • LP
  - (1976) Saramandaia. Trilha sonora da novela • Som Livre • LP
  - (1975) Gabriela. Trilha sonora da novela • Som Livre • LP
  - (1972) Vista a sua mortalha/Cheguei de azul • Independente • Compacto simples 1972 - Vista a sua mortalha/Cheguei de azul (compacto)
- 1977 - Filho do Povo
- 1982 - Seguindo o mantra